# Kazimierz Marcinkiewicz

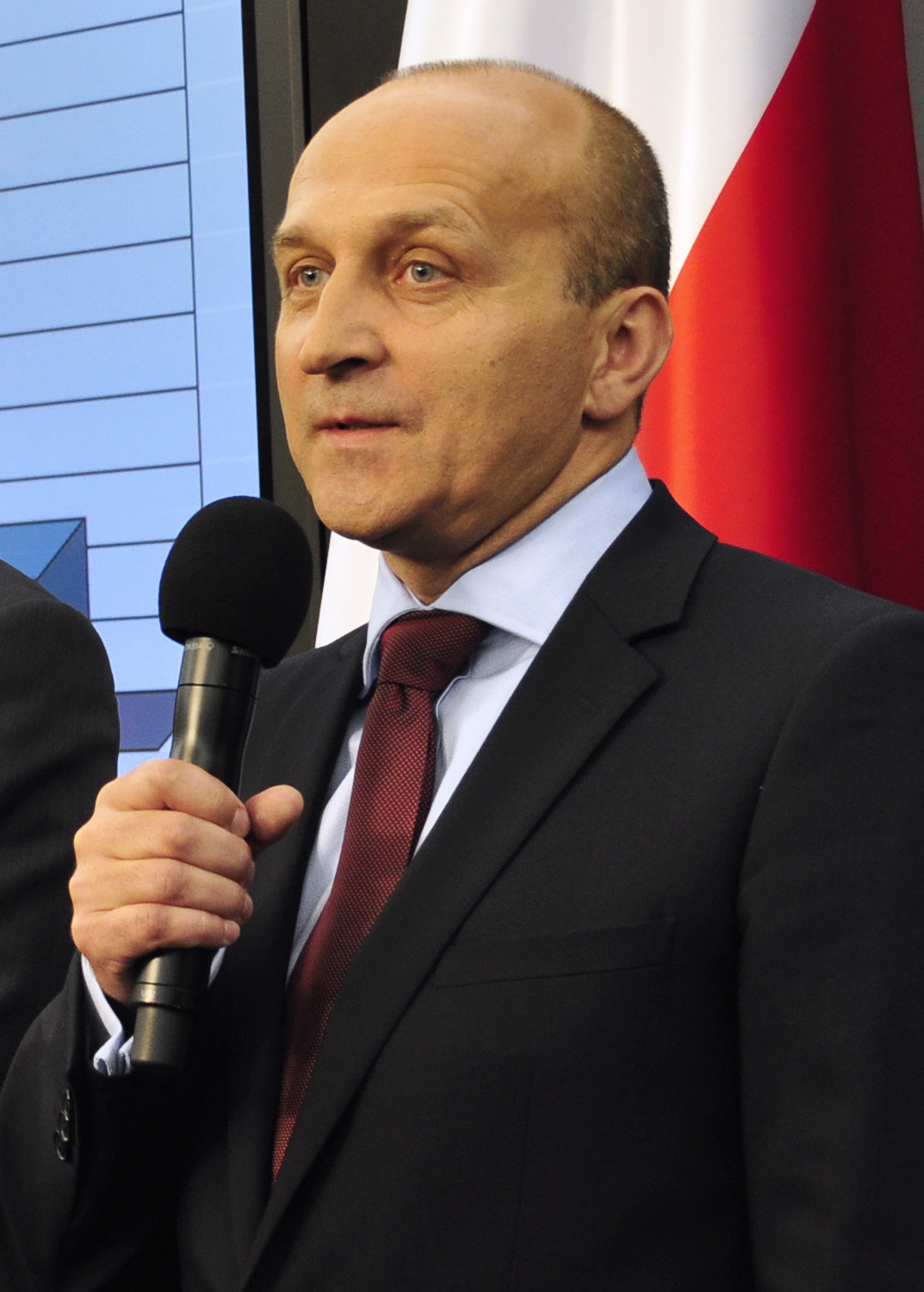
Kazimierz Marcinkiewicz in 2011

Kazimierz Marcinkiewicz ([kaˈʑimʲɛʂ martɕinˈkʲevʲitʂ]ⓘ) (Gorzów Wielkopolski, 20 december 1959) is een Pools politicus. In de jaren 2005-2006 was hij premier van Polen.

## Biografie tot 2005
Kazimierz Marcinkiewicz studeerde natuurkunde aan de Universiteit van Wrocław, waar hij in 1984 afstudeerde. In 1992 voltooide hij een postdoctorale studie administratie aan de Universiteit van Poznań. In de jaren 1982-1989 was hij in zijn geboortestad Gorzów Wielkopolski als leraar wis- en natuurkunde verbonden aan een basisschool, 1989 werd hij adjunct-directeur van een middelbare school aldaar en in de jaren daarop maakte hij verder carrière in de onderwijswereld.
Marcinkiewicz werd politiek actief in de jaren 80. In 1983 werd hij lid van de ondergrondse vakbond Solidariteit en in jaren die volgden was hij was hij oprichter en redacteur van diverse ondergrondse publicaties. Na de omwenteling was hij medeoprichter van de rechtse, katholiek-nationalistische partij Christelijk-Nationale Unie (Pools: Zjednoczenie Chrześcijańsko-Narodowe, ZChN). In de jaren 1992-1993 was hij staatssecretaris (viceminister) van Onderwijs in de regering van Hanna Suchocka.
In 1997 werd hij in de Sejm (het Poolse lagerhuis) gekozen op de lijst van Verkiezingsactie Solidariteit, een coalitie van rechtse partijen en andere organisaties waartoe ook de ZChN behoorde. In de jaren 1999-2000 was hij kabinetschef van premier Jerzy Buzek. In 2001 trad Marcinkiewicz uit de ZChN en richtte met een groep medestanders een nieuwe partij op, het Verbond van Rechts (Pools: Przymierze Prawicy). Deze nam deel aan de verkiezingen van 2001 op de lijst van de partij Recht en Rechtvaardigheid (Prawo i Sprawiedliwość, PiS) en Marcinkiewicz werd opnieuw in de Sejm verkozen. Van 7 juli tot 5 oktober van dat jaar was Marcinkiewicz fractievoorzitter van de PiS; zijn eigen partij ging in 2002 formeel op in de PiS. In 2004 werd hij voorzitter van de Commissie voor de Schatkist van de Sejm.
Marcinkiewicz was sterk verbonden met katholieke kringen in Polen en was actief in diverse katholieke organisaties. Reeds als staatssecretaris sprak hij zich uit voor het behoud van christelijke waarden in het politieke en maatschappelijke leven en verzette hij zich tegen de invoering van seksuele voorlichting op scholen. Voor zijn uitspraken over homoseksuelen stond hij in 2005 en 2006 bloot aan kritiek van Amnesty International en Human Rights Watch.

## Premier

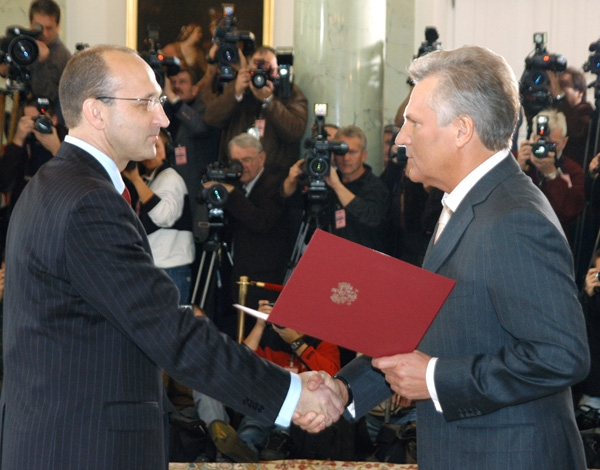
De beëdiging van Marcinkiewicz als premier door president Aleksander Kwaśniewski

Bij de verkiezingen van 2005 leed links na vier jaar regeren een verpletterende nederlaag en de PiS werd de grootste partij in het parlement. Het lag in de lijn der verwachtingen dat de PiS nu een coalitieregering zou vormen met het liberale Burgerplatform (Platforma Obywatelska, PO), maar tijdens de campagne voor de presidentsverkiezingen die enkele weken later zouden plaatsvinden, verslechterde de sfeer tussen beide partijen dermate dat de onderhandelingen stukliepen. De gedoodverfde nieuwe premier, PiS-leider Jarosław Kaczyński, besloot van het premierschap af te zien om de kansen van zijn tweelingbroer Lech als presidentskandidaat te vergroten. Tot de verbazing van velen schoof hij de relatief onbekende Marcinkiewicz naar voren als de nieuwe premier van een door de PiS gedomineerde minderheidsregering.
Op 31 oktober 2005 trad Marcinkiewicz in functie als premier en op 10 november kreeg zijn regering het vertrouwen van het parlement. Toch had hij het in twee opzichten niet gemakkelijk. Ten eerste was de parlementaire basis van zijn regering smal: zij genoot slechts de steun van de PiS en twee controversiële kleinere partijen, Zelfverdediging (Samoobrona) en de Liga van Poolse Gezinnen (Liga Polskich Rodzin, LPR). Deze samenwerking werd in eerste instantie vormgegeven in het zogenaamde "stabiliteitspact" en werd op 5 mei 2006 omgezet in een coalitieregering van de drie partijen. Ten tweede werd zijn bewegingsvrijheid ernstig ingeperkt door partijvoorzitter Jarosław Kaczyński, die er weinig twijfel over liet bestaan dat hij en niet Marcinkiewicz het voor het zeggen had. Hoewel zowel Marcinkiewicz als Kaczyński het steeds bleven ontkennen, spraken velen van een constructie die "sturen vanaf de achterbank" werd genoemd.

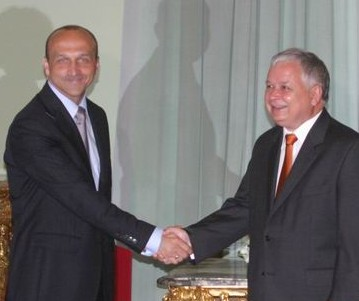
Kazimierz Marcinkiewicz en Lech Kaczyński

Toch groeide de populariteit van Marcinkiewicz snel. Hij bleek een integer politicus en een harde werker te zijn, wiens spontane optreden sterk contrasteerde met de stijfheid van de rest van de PiS-leiding. Al snel genoot hij de reputatie "het menselijke gezicht van conservatief rechts" te zijn. Tot veler opluchting ontpopte hij zich bovendien tot een tamelijk pro-Europees politicus, al was hij geen voorstander van verregaande integratie of een Europese Grondwet. Ten slotte zag men in hem een buffer tegen een al te grote macht voor de tweelingbroers Lech (inmiddels tot president verkozen) en Jarosław Kaczyński. In april 2006 was hij uitgegroeid tot de populaire politicus van Polen en zijn uitroep "Yes, yes, yes!" (na een Pools succes bij de onderhandelingen voor de EU-begroting) was een gevleugelde uitdrukking geworden.
Dit bracht Marcinkiewicz in conflict met Jarosław Kaczyński, die zich bedreigd voelde door de groeiende populariteit van de premier. Op 7 juli 2006 diende Marcinkiewicz onverwacht zijn ontslag in en op 14 juli werd hij als premier opgevolgd door Jarosław Kaczyński. Hij onderstreepte dat niemand een wig zou kunnen drijven tussen hem en Kaczyński.
Kort daarop, op 20 juli, werd Marcinkiewicz waarnemend burgemeester van Warschau, een functie die hem was aangeboden om de afgang van zijn aftreden enigszins goed te maken. Bij de regionale verkiezingen van 2006 was hij kandidaat van de PiS voor het burgemeesterschap van Warschau, maar verloor deze in de tweede ronde (26 november) met 46,82% van de stemmen van Hanna Gronkiewicz-Waltz, kandidate van het Burgerplatform en voormalig president van de Nationale Bank van Polen. In de loop van 2007 verliet Marcinkiewicz de PiS.

## Recente jaren
Van 1 maart 2007 tot 18 mei 2008 maakte Marcinkiewicz deel uit van het bestuur van de Europese Bank voor Wederopbouw en Ontwikkeling. Daarna trad hij in dienst bij de Goldman Sachs Group Incorporated
Intussen is Marcinkiewicz nog steeds een celebrity in Polen en een geliefd object van de boulevardpers. In de eerste helft van 2009 kwam hij onder vuur te liggen toen hij zich liet scheiden van zijn vrouw, met wie hij vier kinderen had, om vervolgens op 21 augustus te trouwen met de toen 28-jarige Izabela Olchowicz, die hij in juli 2008 had leren kennen. Onder het pseudoniem Isabel z Brwinowa ("Isabel uit Brwinów") schreef zij tot veler vermaak talloze liefdesgedichten aan Marcinkiewicz in diens politieke blog.